# Lazos de amor
Lazos de amor (Szeretet kötelékei) egy mexikói telenovella, amit a Televisa készített 1995 és 1996 között. A főszereplők Lucero, Luis José Santander, Otto Sirgo, Juan Manuel Bernal, Marga López, Silvia Derbez és Guillermo Murray voltak. A sorozat 2016-os remakeje az Ana három arca (Tres veces Ana). Magyarországon nem adták le. A remaket viszont 2017-ben leadta a  TV2.

## Cselekmény
María Guadalupe, María Fernanda és María Paula hármasikrek, akik bár hasonlítanak egymásra, személyiségük teljesen különböző. A sorozat elején még gyerekek a hármasikrek, épp a szüleikkel ülnek autóban. María Paula miatt veszekedés tör ki a testvérek közt, amikor apjuk rendre utasítja őket, akkor elveszti a jármű felett az uralmat és lezuhannak egy szakadékba. A balesetben a szüleik meghalnak, María Paula és María Fernanda túlélik a balesetet, María Guadalupe viszont beleesik a folyóba, ami elsodorja őt. Ana talál rá, aki magához veszi a kislányt. 
Ana rájön, hogy María Guadalupe egy balesetben elhunyt pár lánya. Eldönti, hogy vele marad és mindent megtesz, hogy ne emlékezzen a tragédiára. A nagymama Doña Mercedes (Marga López) a baleset közelében levő faluba megy, hogy azonosítsa a lánya és veje holttestét és itt közlik vele, hogy María Guadalupenek nyoma veszett.  Doña Mercedes azonban szentül hiszi, hogy az elveszett lány életben van, ezért megkezdi a keresését. 
Húsz év telik el, María Guadalupe szerény körülmények között, de boldogságban nőtt fel, Anaval, anyjával él, akit nagyon szeret. María Fernanda érzékeny, jólelkű lány; aki a baleset következtében megvakult. María Paula viszont egy szeszélyes, gátlástalan, intrikus nő, aki titokban szerelmes bácsikájába, Eduardoba.

## Szereposztás
- Lucero – María Guadalupe Salas Rivas Iturbe Míranda/ María Paula Rivas Iturbe / María Fernanda Rivas Iturbe Sandoval
- Luis José Santander – Nicolás Miranda
- Marga López – Doña Mercedes de Iturbe
- Maty Huitrón – Ana Salas
- Mónica Miguel – Soledad "Chole"
- Felicia Mercado – Nancy Balboa
- Orlando Miguel – Osvaldo Larrea
- Guillermo Murray – Alejandro Molina
- Ana Luisa Peluffo – Aurora Campos
- Otto Sirgo – Eduardo Rivas

- Juan Manuel Bernal – Gerardo Sandoval
- Bárbara Córcega – Flor
- Crystal – Soledad Jiménez
- Nerina Ferrer – Irene
- Mariana Karr – Susana Ferreira
- Verónica Merchant – Virginia Altamirano
- Alejandra Peniche – Julieta
- Fabián Robles – Genovevo "Geno" Ramos
- Angélica Vale – Tere
- Luis Bayardo – Edmundo Sandoval
- Demián Bichir – Valente Segura
- Guillermo Zarur – Profesor Mariano López
- Erick Rubín – Carlos León
- Guillermo Aguilar – Pablo Altamirano
- Emma Teresa Armendáriz – Felisa
- Enrique Becker – Sergio
- Rosenda Bernal – Sonia
- Víctor Carpinteiro – Javier
- Juan Carlos Colombo – Samuel Levy
- Luis de Icaza – Gordo
- Arturo Lorca – José de Jesús
- Mónika Sánchez – Diana
- Ernesto Laguardia – Bernardo Rivas
- Lucero-Laura Iturbe Rivas
- Marisol Santacruz – Patricia
- Karla Talavera – Rosy
- Paty Thomas – Cecilia
- Gastón Tuset – Néstor Miranda
- Silvia Derbez – Milagros
- Rafael Bazán – Marito
- Giovan D'Angelo – Armando
- Manuel Guízar – Anaya
- Ramiro Huerta – Jerónimo
- Lucero León – Eugenia
- Abigaíl Martínez – Bertha
- Rodrigo Montalvo – Julián
- Maricarmen Vela – Zoila
- Luis de Gamba – Aníbal
- Eric del Castillo
- Ernesto Bretón – Leoncio
- Silvia Eugenia Derbez – Olga
- María del Carmen Ávila – Doble de Lucero
- Martha Itzel – Doble de Lucero
- Rocío Estrada – Ana Salas (fiatal)
- Claudia Gálvez – Beatriz
- Fernando Torre Lapham – Dr. Alcázar
- Claudio Sorel – Artemio Juárez
- Ana María Jacobo – Esperanza
- Arturo Paulet – Prisciliano
- Marco Iván Calvillo – Rubén
- Irene Arcila – Claudia
- Esteban Franco – Juvenal
- Arturo Munguía – Chofer
- Ricardo de Pascual
- Rocío Gallardo
- Genoveva Pérez
- Susana Lozano
- José Antonio Estrada – Pedro
- Rafael de Quevedo – Psiquiatra
- Pablo Montero – Óscar Hernández
- Enrique Muñoz
- Alejandro Ávila – Jorge
- Claudia Rojo – Mike
- José Antonio Ferral
- Jorge Cáceres
- Lorenza Hegewish
- Juan Felipe Preciado
- Silvia Pinal – önmaga
- Leticia Calderón – Silvia Pinal asszisztense

## Érdekességek
- Lucero nem csak a sorozat főszereplője, hanem a főcímdalt is ő énekeli.
- Lucero és Ernesto Laguardia korábban már együtt szerepelt a Los parientes pobresben, amiben ők szerelmespár voltak.
- Ez volt Lucero harmadik olyan telenovella főszerepe, amiben Carla Estrada producersége alatt szerepelt. A sorozat után a Mi destino eres tu és az Alborada telenovellákban szerepelt, melyeknek szintén Carla Estrada volt a producere.
- Maty Huitrón és Marga López később együtt szerepelt a Titkok és szerelmekben.
- Maty Huitrón a valóságban a producer,  Carla Estrada édesanyja.
- Marisol Santacruz és Pablo Montero később együtt szerepelt az Esperanzaban.
- Mónika Sánchez, Eric del Castillo és Otto Sirgo a sorozat remakejeben, az Ana három arcában is szerepeltek.